# فيل برات
فيل برات (بالإنجليزية: Phil Pratt)‏ هو ملحن ومنتج أسطوانات ومغني جامايكي، ولد في 1942 في كينغستون في جامايكا.